# Nick Collins
(en) Statistiques sur pro-football-reference
Nicholas Collins (né le 16 août 1983 à Gainesville) est un joueur américain de football américain.

## Lycée
Collins fait ses études à la Dixie Country High School de Cross City et joue à différents sports dont le football américain. Il joue aux postes de quarterback, running back et defensive back. Il est nommé dans l'équipe de la saison pour la conférence et meilleur joueur de la saison 2000 de l'équipe de l'université.

## Carrière

### Universitaire
Collins commence sa carrière en 2002, jouant au poste de linebacker remplaçant. Lors de cette première saison, il joue les treize matchs mais n'en débute que deux, effectuant un total de 35 tacles, une interception, une récupération de fumble et huit kick return. En 2003, il gagne sa place de titulaire au poste de safety, jouant onze matchs sur douze, effectuant cinquante-quatre tacles, récupérant un fumble et marquant son premier touchdown après avoir intercepté une passe de Willie Mitchell et parcouru quarante-cinq yards.
Lors de sa dernière saison en 2004, il est nommé parmi les meilleurs joueurs de la conférence MEAC. Il intercepte six passes, tacle à trente-quatre reprises et marque son second touchdown défensif. Le dernier match de sa carrière universitaire est une victoire 58-52, interceptant une passe de Ben Dougherty.

### Professionnelle
Nick Collins est sélectionné lors du second tour du draft de 2005 de la NFL, au 51e choix par les Packers de Green Bay. Il devient le second étudiant de l'université de Bethune-Cookman à intégrer les Packers. Bien qu'il soit défini comme étant un cornerback, Collins joue au poste de safety. Collins ne fait pas regretter à ses dirigeants de l'avoir sélectionné en sortant un grand match le 30 octobre 2005 contre les Bengals de Cincinnati. Lors de ce match, il effectue quatre tacles, deux passes déviées et prend un malin plaisir à empêcher le duo Carson Palmer-Chad Johnson de faire des étincelles. Il intercepte sa première passe le 21 novembre 2005 contre les Vikings du Minnesota lors du match du lundi soir. En 2005, il termine sa première saison avec onze tacles, une interception, deux pertes provoquées et sept passes déviées.
En 2006, il confirme avec la franchise du Wisconsin en jouant l'ensemble des matchs de la saison et effectuant quatre-vingt tacles, trois interceptions et deux pertes provoquées. Le 31 décembre 2006, il intercepte deux passes lors du même match contre les Bears de Chicago. Lors de la saison 2007, Collins manque trois matchs pour cause de blessure et fait une saison ne le voyant réaliser que quarante-six tacles et six passes déviées. Il revient en 2008, avec cinq interceptions dont trois qui se concluent par des touchdowns, ainsi que soixante-douze tacles. Il est sélectionné pour la première fois pour le Pro Bowl après la saison 2008.
Le 12 mars 2010, Nick signe une prolongation de contrat de trois ans avec les Packers, après une troisième participation au Pro Bowl.
Le 6 février 2011, Collins intercepte une passe de Ben Roethlisberger lors du premier quart du Super Bowl XLV et parcourt trente-sept yards avant de marquer un touchdown portant le score à 14-0 pour Green Bay. Les Packers s'imposent 31-25.
Lors d'un match contre les Panthers de la Caroline, le 18 septembre 2011, il se blesse gravement au cou en taclant Jonathan Stewart. Il doit sortir sur une civière. Le lendemain, Collins déclare forfait pour le reste de la saison. Le 25 avril 2012, Green Bay décide de libérer Collins, ne le jugeant pas apte à reprendre les entraînements. Peu de temps après le début de la saison 2012, l'agent du Nick, Alan Herman, annonce que la carrière a de grandes chances d'être terminé du fait de cette blessure.